# 周秀华 (赛艇运动员)
周秀华（1966年12月8日—），中国女子赛艇运动员。她曾代表中国参加1988年夏季奥林匹克运动会赛艇比赛，获得女子八人单桨有舵手铜牌。她也曾在1986年亚洲运动会上获得金牌。